# A. & Th. Linhoff
Das Unternehmen A. & Th. Linhoff wurde 1860 von den Brüdern Anton und Theodor Linhoff durch Zusammenlegung ihrer ererbten Eisenwerke gegründet und produzierte hauptsächlich Eisendraht. 1873 wurde das Unternehmen in die Westfälische Union eingebracht.

## Geschichte
1832 nahm Mathias Linhoff aus Arnsberg die Bericher Hütte in Pacht, die sich im Besitz der Fürstlich Waldeckschen Regierung befand und zu der neben dem Bericher Hochofen- und Hammerwerk auch der Niederwerber Hammer, die Dornberger Hütte und der Eisenhammer zu Braunsen gehörte sowie eine Beteiligung an den Gruben Martenberg und Semmet. Das Unternehmen beschäftigte etwa 50 Arbeiter und stellte in der Hauptsache hochwertiges Holzkohlenroheisen her, ca. 2 t pro Tag. 1837 ging das Eigentum in Erbpacht über und wurde 1853 auf den Sohn Anton Linhoff übertragen.
Bereits 1834 beteiligte sich Mathias Linhoff zusammen mit dem Kaufmann Johann Adolf Overbeck aus Altena und dem Kaufmann Heinrich Langenscheidt aus Meschede an der neu gegründeten Gewerkschaft Overbeck, Linhoff & Co., die unter dem Namen Ferdinandshammer in der Gemeinde Belecke ein Puddel- und Hammerwerk errichtete. Unter Nutzung der Wasserkraft der Wester erzeugten etwa 90 Arbeiter pro Jahr 700 bis 800 t Stabeisen und vor allem Eisendraht. 1852, nachdem Langenscheidt und Overbeck aus der Firma ausgeschieden waren, übernahm Linhoff das Werk alleine und übertrug es kurz darauf seinem Sohn Theodor Linhoff.

Drahtwerk in Lippstadt (um 1900, als es schon zur Westfälischen Union AG gehörte)

Am 1. Juli 1860 vereinigten die beiden Brüder ihre Werke unter der Firma A. & Th. Linhoff und errichteten in Lippstadt ein neues, größeres Werk mit 10 Puddelöfen, 2 Schweißöfen sowie 1 Luppenwalze, 1 Stabwalze und 1 Drahtwalze. Das Werk in Belecke wurde zu einer Draht- und Drahtstiftfabrik umgebaut, die Bericher Hütte verlor alsbald nach und nach ihre Bedeutung. Um die Anlage in Belecke mit Walzdraht aus Lippstadt zu versorgen und die Fertigware (Draht und Stifte) von Belecke zur Bahnverladung nach Lippstadt zu transportieren, verkehrten zwischen beiden Betrieben täglich vierspännige Frachtfuhrwerke, bis 1883 die Westfälische Landes-Eisenbahn die Strecke von Lippstadt nach Warstein in Betrieb nahm und somit den Frachtverkehr erleichterte.
Im Januar 1873 ging die Firma A. & Th. Linhoff in der neu gegründeten Westfälischen Union auf.